# Всё в твоей голове
Всё в твоей голове (англ. It's All in Your Head) — научно-популярная книга невролога Сюзанны О’Салливан, в которой она делится своим прошлым опытом диагностики пациентов с психосоматическими расстройствами. Книга фокусируется на культуре медицины и взглядах общества на психосоматические заболевания, физические симптомы, проистекающие из психики. Всё в твоей голове была впервые опубликована Chatto & Windus в 2015 году и выиграла Wellcome Book Prize в 2016 году.

## Предыстория
Сюзанна О’Салливан стала врачом в 1991 году, обучившись неврологии и клинической нейрофизиологии в Тринити-колледже Дублина. С 2011 года работает неврологом-консультантом в национальной больнице неврологии и нейробиологии в Лондоне. Название книги было придумано в ироническом смысле, поскольку пациенты с психосоматическими заболеваниями терпеть не могут, когда медицинские работники говорят, что все их симптомы находятся в их голове, что создаёт впечатление, будто они нереальны.

## Обзор
В двенадцати главах книги О’Салливан рассказывает о своих самых запоминающихся взаимодействиях с пациентами с тяжёлыми физическими симптомами, которые, как она обнаружила, обусловлены их психическим состоянием. Она начинает книгу, представляясь и предоставляя информацию о своей медицинской карьере и своей страсти к неврологии и психическим расстройствам.
Повествование не является хронологически последовательным, вместо этого каждая глава описывает разные воспоминания о её взаимодействиях с пациентами. У каждого пациента проявляются разные симптомы разной степени тяжести, но О’Салливан приходит к одному и тому же диагнозу и делает вывод, что эти физические симптомы на самом деле являются психосоматическими расстройствами.

## Темы

### Общественное мнение о психосоматических заболеваниях
Общество воспринимает психические заболевания с негативным подтекстом, доставляя множество трудностей тем, у кого диагностирована эта категория болезней. О’Салливан отмечает, что, несмотря на эту стигму, психосоматические заболевания очень распространены и методов лечения недостаточно. Негативное отношение общества вызывает дискриминацию в отношении тех, кто страдает психическим заболеванием, что затрудняет улучшение их состояния. Эта стигма также заставляет пациентов неохотно принимать свой диагноз, и даже медицинские работники склонны выражать негативные взгляды.

### Культура медицины
Культура медицины привела к тому, что медицинские работники стали невосприимчивыми к психическому здоровью пациента и игнорировали их физические симптомы, заявляя, что всё это в их голове. В книге обсуждается сложность диагностики людей с психосоматическими заболеваниями, поскольку большинство врачей сосредотачиваются на физических симптомах и результатах анализов. О’Салливан в своей книге говорит, что врачи должны стать более чуткими и улучшить взаимодействие между ними и их пациентами. Она также обращает внимание на то, что существующие стандарты лечения психических заболеваний неэффективны или действуют недостаточно быстро, поэтому следует уделять больше внимания поиску более эффективных методов лечения.